# Даворин Марчеља
Даворин Матео Марчеља (Кастав, 13. јануар 1924 — Загреб, 2. јун 2011) бивши је југословенски атлетски репрезентативац. Такмичио се у техничким дисциплинама и десетобоју. Био је чкан АК Младост из Загреба.

## Биографија
У родном граду провео је најраније детињство, а као шестогодишњак преселио се са породицом у Загреб. Већ у осбновној школи почео се занимати за спорт, а као гимназијалац привлачили су га највише рукомет и атлетика. као дванаестогодишњак у Маратону је играо хокеј на трави и определио се за бацачке дисциплине у атлетици. Копље и диск, затим скок увис и 110 метара са препонама, усмерили ј су га према петобоју, а у зрелијој доби и десетобоју, што је од њега направило комлетног и свестраног атлетичара.
Године 1942. постао је првак НДХ у десетобоју, а после Други светски рат|Другог светског рата репрезентативац Југославије у бацању копља и диска. Учествовао је на 3. Европском првенству 1946. у Ослу, заузевши у десетобоју 8. место са 5.996 бодова.
Године 1947. осваја три бронзане медаље на омладинским и студентским играма у Прагу: скок удаљ (са резултатом 6,33), бацање диска (38,58) и бацање копље (55,12).. На државном првенству исте године поставвио је нови државни рекорд у десетобоју (6.291 бод) а победио је и на Балканским играма у Букурешту (6.495 бодова).
До 1954. био је вишетруки првак Југославије: Бацање копља (1946), десетобој (1947—1950). На Европском првенству у Бриселу 1950. био је 12. (6.201 бод). Учесник је Олимпијских игара 1948. у Лондону где је завршио на 18. месту (6,141 бод). Требало је да учествује и 1952. у Хелсинкију, али због повреде није учествовао.

## Државни рекорди Југославије
Обарао је државни рекорд у десетобоју 5 пута:
1. 6.291 бод Вараждин 2—3. авгута 1947.
2. 6.495 бодова Букурешт 7—8. септембар 1947.
3. 6.517 бодова Загреб 26—27. јун 1948.
4. 6.547 бодова Загреб 15—16. октобар 1949.
5. 6.638 бодова.Загреб 8—9. јул 1950.